# 圣乔治拉格里科勒
圣乔治拉格里科勒（法語：Saint-Georges-Lagricol，法語發音：[sɛ̃ ʒɔʁʒ laɡʁikɔl]）是法国上卢瓦尔省的一个市镇，属于勒皮区。

## 地理
圣乔治拉格里科勒（45°17'53"N, 3°53'10"E）面积19.17 平方千米，位于法国奥弗涅-罗讷-阿尔卑斯大区上盧瓦爾省，该省份为法国中南部省份，北起多姆山省和卢瓦尔省，西接康塔爾省，南至洛泽尔省，东临阿尔代什省。
与圣乔治拉格里科勒接壤的市镇（或旧市镇、城区）包括：福雷地区于松、阿尔宗河畔博讷、绍姆利、阿尔宗河畔克拉波讷、圣于连当斯、圣皮埃尔迪尚。
圣乔治拉格里科勒的时区为UTC+01:00、UTC+02:00（夏令时）。

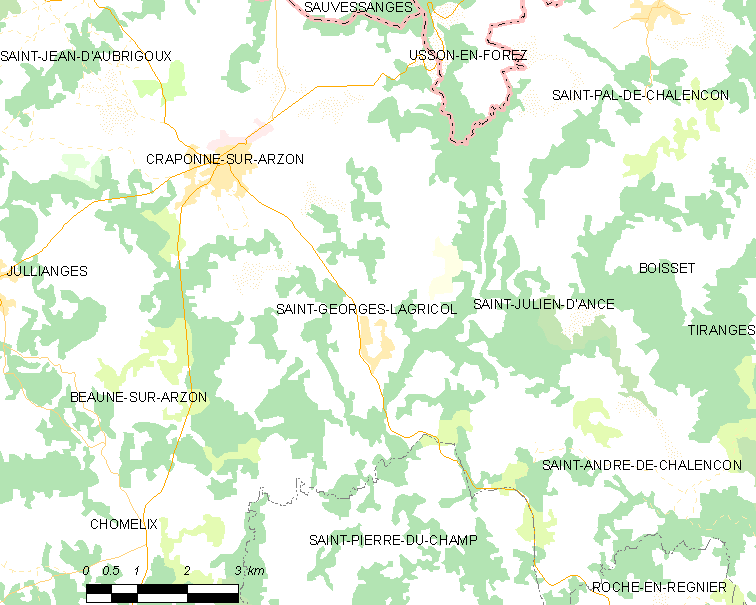
圣乔治拉格里科勒的OSM定位图

## 行政
圣乔治拉格里科勒的邮政编码为43500，INSEE市镇编码为43189。

## 政治
圣乔治拉格里科勒所属的省级选区为上沃莱花岗岩高原县。

## 交通
上卢瓦尔省省道D9线和D352线在市中心交汇，省道D44线经过境内北部。

## 人口

1962-2008年间圣乔治拉格里科勒人口变化图示

圣乔治拉格里科勒于2022年1月1日时的人口数量为523人。